# Joniec
Joniec è un comune rurale polacco del distretto di Płońsk, nel voivodato della Masovia.
Ricopre una superficie di 72,64 km² e nel 2004 contava 2 620 abitanti.